# 比迪人
比迪人（Bede），是孟加拉國的流浪民族團體，多數說孟加拉語，是多姆人的分支。他們生活，旅行，謀生也在河上，被稱為水上吉卜賽人。
他們通常不在一地方停留多於一個月，他們多數的工作也與蛇有關，如弄蛇、捕蛇、賣蛇，同時也賣草藥，賣藝(魔術)。一些人在達卡、吉大港以乞討為生，他們沒有任何正規教育，悖不使用醫療設施。他們多數是穆斯林，但也有印度教徒。
他們是一邊緣化群體，約98％的比迪人生活在貧困線以下，而約95％的兒童不能上學。過去他們沒投票櫂因為他們沒有自己的土地，出於同樣的原因他們也不能申請銀行小額貸款。然而，在2008年比迪人終於能夠贏得他們的投票權。